# Bộ Mịch (冖)
Bộ Mịch (冖), nghĩa là trùm khăn lên đầu, là một trong 23 bộ thủ được cấu tạo từ 2 nét trong tổng số 214 Bộ thủ Khang Hy.
Trong Khang Hi tự điển, có 30 ký tự (trong số 49.030) được tìm thấy dưới bộ thủ này.

## Chữ dùng bộ Mịch (冖)
| Số nét | Chữ                  |
| ------ | -------------------- |
| 2 nét  | 冖                   |
| 4 nét  | 冗 冘                |
| 5 nét  | 写 冚                |
| 6 nét  | 农                   |
| 7 nét  | 军 冝                |
| 8 nét  | 冞                   |
| 9 nét  | 冟 冠                |
| 10 nét | 冡 冢 冣 冤 冥 冦 冧 |
| 11 nét | 冨                   |
| 14 nét | 冩                   |
| 16 nét | 冪                   |